# Alois Brem

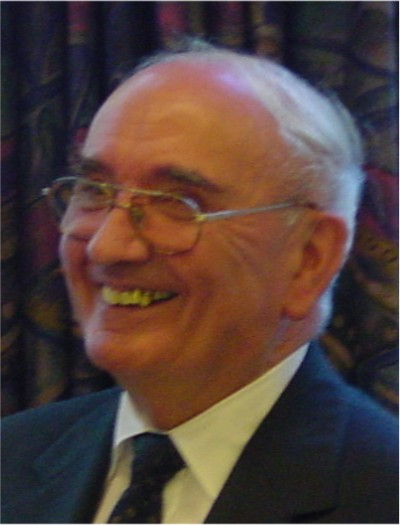
Alois Brem (2001)

Alois Brem (* 15. März 1930 in Nürnberg; † 15. März 2016 in Erding) war ein deutscher katholischer Geistlicher, der von 1964 bis 2001 Pfarrer in St. Quirin (Aubing) war.

## Leben
Alois Brem wurde 1930 im Nürnberger Theresienkrankenhaus als erstes Kind der Eheleute Wolfgang und Emilie Brem geboren. Da beide Eltern berufstätig waren, kam er mit fünf Monaten zu den Eltern seiner Mutter, die ebenfalls in Nürnberg wohnten.
Im Jahr 1933 kam er in den Kindergarten des St. Annaheimes der Niederbronner Schwestern und ab 1936 besuchte er die Martin-Luther-Volksschule. (Nürnberg war damals eine überwiegend protestantische Stadt: 75 % Protestanten, 22 % Katholiken).
1938/39 wurde er Ministrant in der Franziskanerpfarrei St. Ludwig in Nürnberg-Gibitzenhof. Am 16. April 1939 feierte er Erstkommunion in St. Ludwig. 14 Tage später zog er mit seinen Großeltern nach München-Waldperlach. Er kam in die 4. Klasse der Volksschule in Neubiberg und wurde Ministrant und Vorbeter in der Pfarrei Rosenkranzkönigin in Neubiberg. Dort war Albert Sickinger Pfarrkurat, für die damalige Zeit ein weit nach vorne denkender Seelsorger.
Nach der 6. Klasse machte Brem im September 1942 im Neuen Gymnasium Bamberg die Aufnahmeprüfung und blieb dort bis zum Abitur 1951. 1942 bis Kriegsende wohnte er mit mehreren Mitschülern bei einer Witwe am Michelsberg, ab 1946 bis 1951 im Franziskanerseminar Antonianum auf dem Jakobsberg.
Sein Heimatpfarrer meldete ihn im Herbst 1951 zum Studium der Philosophie und Theologie für das Priesterseminar München an. Von 1951 bis 1957 studierte er an der  Philosophisch-theologischen Hochschule Freising Katholische Theologie. Einer seiner Lehrer war der junge Dogmatikdozent Josef Ratzinger, der ihn mit seiner Aufgeschlossenheit sehr beeindruckte.
Brem erhielt 1954 die Niedere Weihe und wurde im Dezember 1956 Subdiakon und Diakon. An Peter und Paul 1957 war die Priesterweihe durch Kardinal Wendel im Freisinger Dom. Am 7. Juli 1957 feierte er in der Pfarrkirche in Neubiberg seine Primiz. 
Als Kaplan in der Pfarrei Wartenberg (Oberbayern) wurde er Dekanatsjugendseelsorger. Im Dezember 1959 wurde er in die Pfarrei Namen Jesu in München-Neufriedenheim versetzt. Hier übernahm er Aufgaben beim Eucharistischen Weltkongress 1960 in München, wurde zum Jugendseelsorger im Stadtkreis München-Südwest und 1961 zum Diözesan-Jugendseelsorger der Frauenjugend ernannt.
1964 wurde Brem als Pfarrer nach Aubing berufen. Dort leitete er die Pfarrei St. Quirin 37 Jahre lang.
Am 1. September 2001 wechselte er als Ruhestandspriester nach Zorneding in die Pfarrei St. Martin.
Ab 2002 war der fundierte Weinkenner auch Mitglied der Pfälzer Weinbruderschaft.
Brem starb am 15. März 2016 an seinem 86. Geburtstag. Er wurde am 19. März 2016 im Priestergrab an der Pfarrkirche St. Quirin (Aubing) bestattet.

## Wirken
Im September 1964 wurde er mit 34 Jahren als Pfarrer der  Gemeinde St. Quirin in München-Aubing installiert. Vorerst übernahm er dazu nochmals das Amt eines Dekanatsjugendseelsorgers für die Dekanate Pasing und Aubing.
Die 37 Jahre von 1964 bis 2001 als Pfarrer von St. Quirin wurden seine eigentliche Lebensaufgabe. In seine Zeit als Pfarrer von Aubing fallen die Errichtung von Pfarrhof, Kindergarten und Pfarrzentrum in den Jahren 1965/66, die Restaurierung und der Umbau der alten Pfarrkirche, die Bildung von Pfarrgemeinderat und dessen Sachausschüssen in der nachkonziliaren Zeit, die Gründung der Amnesty- und Pax-Christi-Gruppen, die Neustrukturierung der Erstkommunion- und Firmvorbereitung in der Pfarrei, die Bildung von verschiedenartigen Vergemeinschaftungen zum Aufbau einer lebendigen Gemeinde, wie Jugend- und Seniorenarbeit, Feier der verschiedenen Feste, vor allem aber die Fahrten nach Rom, Lourdes, Santiago di Compostela und von 1984 bis 2000 zwölfmal in das Heilige Land.  
Kardinal Döpfner berief ihn 1969 zum Missionsreferenten der Diözese. Bis zum Jahr 2000 betreute er 31 Jahre lang Frauen und Männer, die in den Missionsgebieten tätig waren. 1970 wurde er von Kardinal Döpfner zum Mitglied der Würzburger Synode ernannt.
Im Jahr 1977 übertrug das ZDF seine ersten Fernsehgottesdienste live aus St. Quirin. 1980 kam die 500-Jahr-Feier der Konsekration der Pfarrkirche und 1997 erhielt der Kirchturm anlässlich der 700 Jahre „Aubinger Kirchturm“ drei neue Glocken. Alle Ereignisse sind in den Schriften im Archiv der Pfarrei St. Quirin, Aubing nachzulesen.
Ein besonderes Anliegen war Brem die Ökumene. So gab es nicht nur die Zusammenarbeit mit der evangelischen Adventskirche im sozialen Bereich und bei der Vorbereitung der Kinderbibelwoche, sondern auch jährlich zwei ökumenische Gottesdienste, abwechselnd in St. Quirin und in der Adventskirche, bei dem jeweils der Gast predigte. Einen Höhepunkt der Ökumene bildeten die drei ökumenischen Pilgerreisen ins Heilige Land.
Seine besondere Begabung, die Anliegen der Zeit und der Kirche aufzugreifen, findet ihren Niederschlag in 100 Predigtheften.

## Ehrungen
- Bundesverdienstkreuz am Bande (4. September 1989)[1]
- 1997 Quirin-Medaille in Gold (1997)
- München leuchtet in Silber (2001)
- Silberne Jubiläumsmünze der Gemeinde Zorneding (2010)

## Veröffentlichungen
- mit Klaus Bichlmayer, Gerd Dehm, Pfarrkirchenstiftung St. Quirin (Hg.): Festschrift zur 500. Wiederkehr des Weihetages der Pfarrkirche St. Quirin, Aubing: 1480–1980; 500 Jahre Aubinger Kirchweih, München, Pfarrkirchenstiftung St. Quirin, 1980.
- mit Pfarrkirchenstiftung St. Quirin (Hrsg.), Wege einer Gemeinde, Aubing und St. Quirin, St. Ottilien, EOS, 1982.
- Von deiner Güte ist die Erde erfüllt. Worte der Bibel – Worte fürs Leben (= Herderbücherei, Band 1695), Freiburg im Breisgau, Basel, Wien, Herder-Taschenbuch-Verlag, 1990, ISBN 3-451-08695-6.
- mit  Wolfgang Beinert: Unsere Sorge der Mensch: unser Glaube das Leben; Jesu Evangelium mitten unter uns, Freiburg im Breisgau, Herder, 1993, ISBN 3-451-23035-6.
- mit Pfarrkirchenstiftung St. Quirin (Hg.), 700 Jahre Aubinger Kirchturm, Glockenweihe: Festschrift anlässlich der Weihe der drei neuen Glocken von St. Quirin am 5. Oktober 1997 durch Abt Odilo Lechner von St. Bonifaz in München, München-Aubing, Pfarrkirchenstiftung St. Quirin, 1997.
- 100 Predigthefte[2]